# 스타 이즈 본의 수상 및 후보 목록
다음은 2018년 개봉한 미국의 뮤지컬 로맨스 드라마 영화 《스타 이즈 본》의 수상 및 후보 목록이다. 브래들리 쿠퍼가 감독(감독 데뷔작), 제작하고, 쿠퍼는 에릭 로스, 윌 페터스와 각본을 썼다. 1937년 동명의 영화를 리메이크하였고, 노래에 놀라운 재능을 가진 무명가수 (가가)가 자신이 공연을 하던 바에서 우연히 톱스타 (쿠퍼)을 만나 격정의 사랑을 이루고 성장하는 이야기를 그리고 있다. 1954년 뮤지컬 (주디 갈랜드와 제임스 메이슨 주연)과 그 다음의 1976년 록 뮤지컬 (바브라 스트라이샌드와 크리스 크리스토퍼슨 주연)가 각색한 1937년 영화 (재닛 게이너와 프레드릭 마치 출연)의 세 번째 리메이크 작품이다. 이 영화는 현재까지 전 세계에서 총 4억 2021만 달러를 벌어들였으며, 쿠퍼와 가가의 연기, 쿠퍼의 연출, 영화 촬영기법, 음악에 대해 이 영화는 비평가들의 찬사를 받았다. 전미 비평가 위원회와 미국 영화 연구소에서 2018년 TOP 10 영화 중 하나로 선정되었다. 영화는 또한 전미 비평가 위원회에서 최우수 감독상(쿠퍼), 최우수 여우주연상(가가), 최우수 남우조연상(엘리엇)을 수상했다. 제76회 골든 글로브상에서 영화 드라마 부문 최우수 작품상을 포함한 5개 부문의 후보 지명되었다. 크리틱스 초이스 영화상에서 가가는 최우수 노래상("Shallow")과 최우수 여우주연상을 수상하였다.

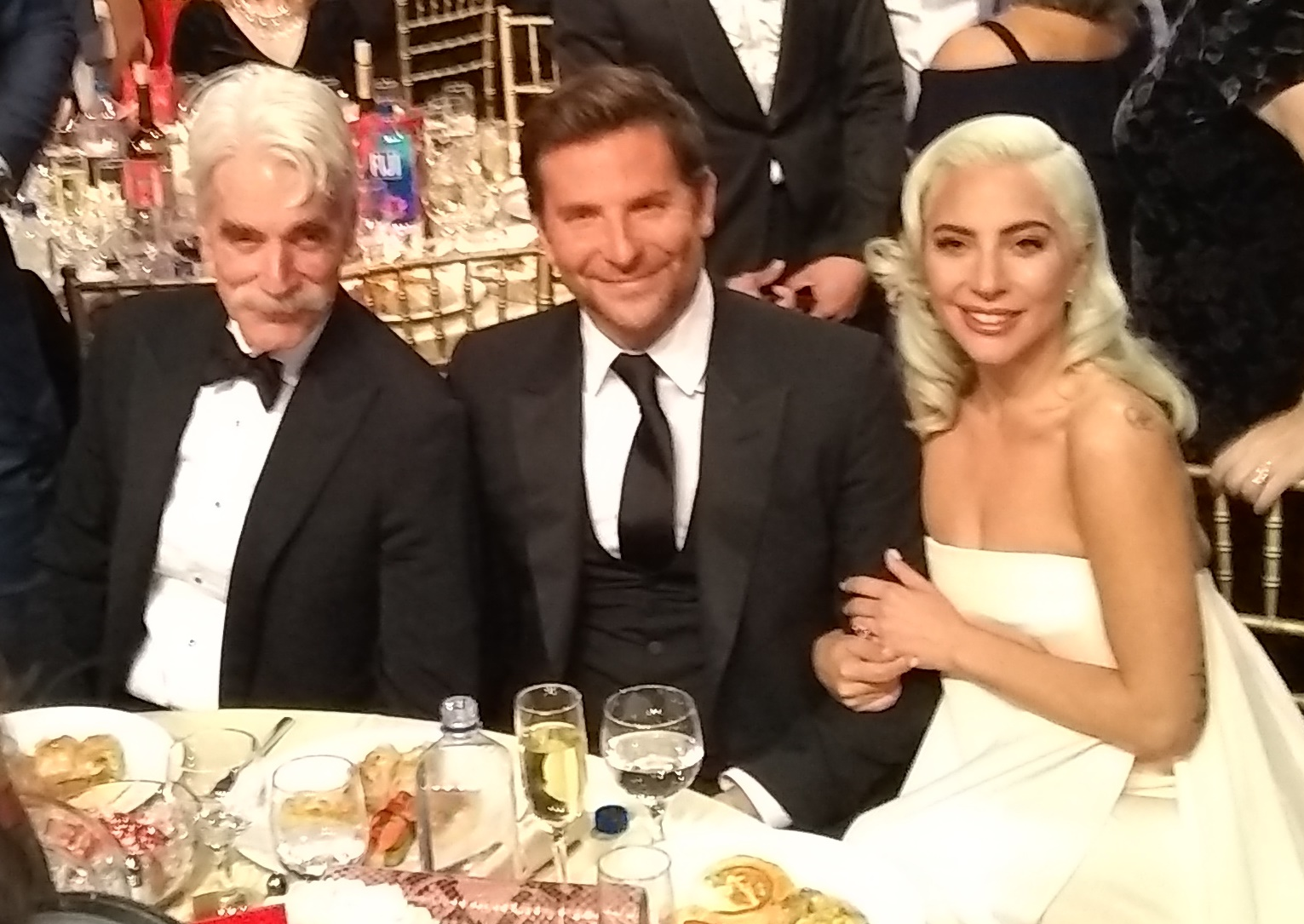
2019년 1월 19일, 크리틱스 초이스 영화상에서 샘 엘리엇, 브래들리 쿠퍼와 레이디 가가 (왼쪽부터)

스타 이즈 본은 영국 아카데미 영화상에서 7개 부문에 후보 지명되었으며, 그 중에서도 쿠퍼는 5개 부문에 후보 지명되었다. 이 영화는 또한 제91회 미국 아카데미상에서 최우수 작품상, 최우수 남우주연상 (쿠퍼), 최우수 여우주연상 (가가), 최우수 남우조연상 (엘리엇)과 음악상("Shallow")을 포함한 8개 부문 후보에 지명되었으며, 최우수 주제가상을 수상했다.

## 수상 및 후보
| 시상식                                                          | 부문                                               | 수상자 | 결과 | 출처.         |
| --------------------------------------------------------------- | -------------------------------------------------- | --- | ---- | ------------- |
| 호주 AACTA 어워드(오스트레일리아 영화 텔레비전 예술 아카데미상) | 해외 영화 부문 최우수 작품상                       | 스타 이즈 본 | 후보 | [ 7 ]         |
| 호주 AACTA 어워드(오스트레일리아 영화 텔레비전 예술 아카데미상) | 해외 영화 부문 최우수 감독상                       | 브래들리 쿠퍼 | 후보 | [ 7 ]         |
| 호주 AACTA 어워드(오스트레일리아 영화 텔레비전 예술 아카데미상) | 해외 영화 부문 최우수 남우주연상                   | 브래들리 쿠퍼 | 후보 | [ 7 ]         |
| 호주 AACTA 어워드(오스트레일리아 영화 텔레비전 예술 아카데미상) | 해외 영화 부문 최우수 여우주연상                   | 레이디 가가 | 후보 | [ 7 ]         |
| 호주 AACTA 어워드(오스트레일리아 영화 텔레비전 예술 아카데미상) | 해외 영화 부문 최우수 남우조연상                   | 샘 엘리엇 | 후보 | [ 7 ]         |
| AARP's 무비 포 그로운업스 어워드                                | 최우수 작품상                                      | 스타 이즈 본 | 후보 | [ 8 ]         |
| AARP's 무비 포 그로운업스 어워드                                | 최우수 남우조연상                                  | 샘 엘리엇 | 후보 | [ 8 ]         |
| AARP's 무비 포 그로운업스 어워드                                | Readers' Choice Poll                               | 스타 이즈 본 | 수상 | [ 8 ]         |
| 미국 아카데미상                                                 | 최우수 작품상                                      | 스타 이즈 본 | 후보 | [ 9 ]         |
| 미국 아카데미상                                                 | 최우수 남우주연상                                  | 브래들리 쿠퍼 | 후보 | [ 9 ]         |
| 미국 아카데미상                                                 | 최우수 여우주연상                                  | 레이디 가가 | 후보 | [ 9 ]         |
| 미국 아카데미상                                                 | 최우수 남우조연상                                  | 샘 엘리엇 | 후보 | [ 9 ]         |
| 미국 아카데미상                                                 | 최우수 각색상                                      | 에릭 로스, 브래들리 쿠퍼, 윌 페터스                                                                                          | 후보 | [ 9 ]         |
| 미국 아카데미상                                                 | 최우수 촬영상                                      | 매슈 리버티크 | 후보 | [ 9 ]         |
| 미국 아카데미상                                                 | 최우수 음향상                                      | 스티브 A. 모로우, 앨런 로버트 머레이, 제이슨 루더, 톰 오자닉, 딘 A. 주판치치                                                 | 후보 | [ 9 ]         |
| 미국 아카데미상                                                 | 최우수 노래상                                      | 레이디 가가, 마크 론슨, 앤서니 로쏘만도, 앤드루 와이어트 ("Shallow")                                                         | 수상 | [ 9 ]         |
| 아프리카계 미국인 영화 비평가 협회                              | AAFCA's Top 10 영화                                | 스타 이즈 본 | 수상 | [ 10 ]        |
| 얼라이언스 오브 우먼 필름 저널리스트(여성 영화기자협회)         | 최우수 여우주연상                                  | 레이디 가가 | 후보 | [ 11 ]        |
| 아메리칸 시네마 에디터스 (미국 영화 편집상)                     | 최우수 편집 장편 영화상 - 드라마틱                 | 제이 캐시디 | 후보 | [ 12 ]        |
| 아메리칸 시네마테크 어워드                                      | 커리어 업적상                                      | 브래들리 쿠퍼 | 수상 | [ 13 ]        |
| 미국 영화 연구소                                                | 올해의 Top 10 영화                                 | 스타 이즈 본 | 수상 | [ 14 ]        |
| 미국 촬영자 협회(ASC 어워드)                                    | 최우수 업적상 - 극장 장편 영화 촬영                | 매슈 리버티크 | 후보 | [ 15 ]        |
| 미술 감독 협회상                                                | 현대 영화 미술 부문 뛰어난 작품상                  | 카렌 머피 | 후보 | [ 16 ]        |
| 오스틴 영화 비평가 협회                                         | 최우수 남우주연상                                  | 브래들리 쿠퍼 | 후보 | [ 17 ]        |
| 오스틴 영화 비평가 협회                                         | 최우수 첫 영화상                                   | 스타 이즈 본 | 후보 | [ 17 ]        |
| 빌보드 뮤직 어워드                                              | 차트 업적상                                        | 레이디 가가& 브래들리 쿠퍼                                                                                                   | 후보 | [ 18 ]        |
| 빌보드 뮤직 어워드                                              | Top 사운드 트랙                                    | A Star Is Born | 후보 | [ 18 ]        |
| 빌보드 뮤직 어워드                                              | Top 셀링 송                                        | "Shallow" | 후보 | [ 18 ]        |
| 보딜 어워드                                                     | 최우수 미국 영화상                                 | 스타 이즈 본 | 후보 | [ 19 ]        |
| 영국 아카데미 영화상(BAFTA)                                     | 최우수 작품상                                      | 스타 이즈 본 | 후보 | [ 20 ]        |
| 영국 아카데미 영화상(BAFTA)                                     | 최우수 감독상                                      | 브래들리 쿠퍼 | 후보 | [ 20 ]        |
| 영국 아카데미 영화상(BAFTA)                                     | 최우수 남우주연상                                  | 브래들리 쿠퍼 | 후보 | [ 20 ]        |
| 영국 아카데미 영화상(BAFTA)                                     | 최우수 여우주연상                                  | 레이디 가가 | 후보 | [ 20 ]        |
| 영국 아카데미 영화상(BAFTA)                                     | 최우수 각색상                                      | 에릭 로스, 브래들리 쿠퍼, 윌 페터스                                                                                          | 후보 | [ 20 ]        |
| 영국 아카데미 영화상(BAFTA)                                     | 최우수 음악상                                      | 브래들리 쿠퍼, 레이디 가가, 루카스 넬슨                                                                                      | 수상 | [ 20 ]        |
| 영국 아카데미 영화상(BAFTA)                                     | 최우수 음향상                                      | 스티브 A. 모로우, 앨런 로버트 머레이, 제이슨 루더, 톰 오자닉, 딘 A. 주판치치                                                 | 후보 | [ 20 ]        |
| 카프리, 헐리우드 국제 영화제                                    | 최우수 오리지널 송상                               | 레이디 가가, 마크 론슨, 앤서니 로쏘만도, 앤드루 와이어트 ("Shallow")                                                         | 수상 | [ 21 ]        |
| 카프리, 헐리우드 국제 영화제                                    | 최우수 음향편집상                                  | 스타 이즈 본 | 수상 | [ 21 ]        |
| 카프리, 헐리우드 국제 영화제                                    | 최우수 음향효과상                                  | 스타 이즈 본 | 수상 | [ 21 ]        |
| 미국 캐스팅 협회                                                | 영화 큰 예산 - 드라마                              | 마리 베뉴, 린제이 그레이험, 레일린 사보                                                                                      | 후보 | [ 22 ]        |
| 시카고 영화 비평가 협회                                         | 최우수 작품상                                      | 스타 이즈 본 | 후보 | [ 23 ]        |
| 시카고 영화 비평가 협회                                         | 최우수 감독상                                      | 브래들리 쿠퍼 | 후보 | [ 23 ]        |
| 시카고 영화 비평가 협회                                         | 최우수 남우주연상                                  | 브래들리 쿠퍼 | 후보 | [ 23 ]        |
| 시카고 영화 비평가 협회                                         | 최우수 여우주연상                                  | 레이디 가가 | 후보 | [ 23 ]        |
| 시카고 영화 비평가 협회                                         | 최우수 각색상                                      | 에릭 로스, 브래들리 쿠퍼, 윌 페터스                                                                                          | 후보 | [ 23 ]        |
| 시카고 영화 비평가 협회                                         | 가장 유망한 감독상                                 | 브래들리 쿠퍼 | 후보 | [ 23 ]        |
| 시카고 영화 비평가 협회                                         | 가장 유망한 배우상                                 | 레이디 가가 | 후보 | [ 23 ]        |
| 시네마 오디오 협회                                              | 영화 – 실사                                        | 스티브 A. 모로우, 톰 오자닉, 딘 A. 주판치치, 제이슨 루더, 토마스 오코넬, 리차드 두아르테                                     | 후보 | [ 24 ]        |
| 클리오 어워드                                                   | 극영화: 트레일러 (골드 수상)                       | 스타 이즈 본 | 수상 | [ 25 ]        |
| 의상 감독 조합상                                                | 현대 영화 부문 최우수상                            | 에린 베내치 | 후보 | [ 26 ]        |
| 크리틱스 초이스 영화상(미국 방송 영화 비평가 협회상)            | 최우수 작품상                                      | 스타 이즈 본 | 후보 | [ 27 ]        |
| 크리틱스 초이스 영화상(미국 방송 영화 비평가 협회상)            | 최우수 남우주연상                                  | 브래들리 쿠퍼 | 후보 | [ 27 ]        |
| 크리틱스 초이스 영화상(미국 방송 영화 비평가 협회상)            | 최우수 여우주연상                                  | 레이디 가가 | 수상 | [ 27 ]        |
| 크리틱스 초이스 영화상(미국 방송 영화 비평가 협회상)            | 최우수 남우조연상                                  | 샘 엘리엇 | 후보 | [ 27 ]        |
| 크리틱스 초이스 영화상(미국 방송 영화 비평가 협회상)            | 최우수 감독상                                      | 브래들리 쿠퍼 | 후보 | [ 27 ]        |
| 크리틱스 초이스 영화상(미국 방송 영화 비평가 협회상)            | 최우수 각색상                                      | 에릭 로스, 브래들리 쿠퍼, 윌 페터스                                                                                          | 후보 | [ 27 ]        |
| 크리틱스 초이스 영화상(미국 방송 영화 비평가 협회상)            | 최우수 촬영상                                      | 매슈 리버티크 | 후보 | [ 27 ]        |
| 크리틱스 초이스 영화상(미국 방송 영화 비평가 협회상)            | 최우수 편집상                                      | 제이 캐시디 | 후보 | [ 27 ]        |
| 크리틱스 초이스 영화상(미국 방송 영화 비평가 협회상)            | 최우수 노래상                                      | 레이디 가가, 마크 론슨, 앤서니 로쏘만도, 앤드루 와이어트 ("Shallow")                                                         | 수상 | [ 27 ]        |
| 댈러스-포트워스 영화 비평가 협회                                | 최우수 작품상                                      | 스타 이즈 본 | 수상 | [ 28 ]        |
| 댈러스-포트워스 영화 비평가 협회                                | 최우수 감독상                                      | 브래들리 쿠퍼 | 2위  | [ 28 ]        |
| 댈러스-포트워스 영화 비평가 협회                                | 최우수 남우주연상                                  | 브래들리 쿠퍼 | 3위  | [ 28 ]        |
| 댈러스-포트워스 영화 비평가 협회                                | 최우수 여우주연상                                  | 레이디 가가 | 2위  | [ 28 ]        |
| 댈러스-포트워스 영화 비평가 협회                                | 최우수 남우조연상                                  | 샘 엘리엇 | 3위  | [ 28 ]        |
| 디트로이트 영화 비평가 협회                                     | 최우수 감독상                                      | 브래들리 쿠퍼 | 후보 | [ 29 ]        |
| 디트로이트 영화 비평가 협회                                     | 최우수 남우주연상                                  | 브래들리 쿠퍼 | 후보 | [ 29 ]        |
| 디트로이트 영화 비평가 협회                                     | 최우수 여우주연상                                  | 레이디 가가 | 후보 | [ 29 ]        |
| 디트로이트 영화 비평가 협회                                     | 최우수 남우조연상                                  | 샘 엘리엇 | 후보 | [ 29 ]        |
| 디트로이트 영화 비평가 협회                                     | 최우수 주목할만한 배우상                           | 레이디 가가 | 후보 | [ 29 ]        |
| 디트로이트 영화 비평가 협회                                     | Best Use of Music                                  | 스타 이즈 본 | 수상 | [ 29 ]        |
| 미국 감독 조합상                                                | 최우수 감독상 - 장편 영화 부문                     | 브래들리 쿠퍼 | 후보 | [ 30 ]        |
| 미국 감독 조합상                                                | 최우수 감독상 - 첫 영화 부문                       | 브래들리 쿠퍼 | 후보 | [ 30 ]        |
| 도리안 어워드(게이 앤드 레즈비언 엔터테인먼트 비평가협회)       | 올해의 영화상                                      | 스타 이즈 본 | 후보 | [ 31 ] [ 32 ] |
| 도리안 어워드(게이 앤드 레즈비언 엔터테인먼트 비평가협회)       | 올해의 연기부문 - 여우주연상                       | 레이디 가가 | 후보 | [ 31 ] [ 32 ] |
| 도리안 어워드(게이 앤드 레즈비언 엔터테인먼트 비평가협회)       | 올해의 연기부문 - 남우주연상                       | 브래들리 쿠퍼 | 후보 | [ 31 ] [ 32 ] |
| 도리안 어워드(게이 앤드 레즈비언 엔터테인먼트 비평가협회)       | 올해의 연기부문 - 남우조연상                       | 샘 엘리엇 | 후보 | [ 31 ] [ 32 ] |
| 도리안 어워드(게이 앤드 레즈비언 엔터테인먼트 비평가협회)       | 올해의 와일드 아티스트상                           | 브래들리 쿠퍼 | 후보 | [ 31 ] [ 32 ] |
| 도리안 어워드(게이 앤드 레즈비언 엔터테인먼트 비평가협회)       | 올해의 와일드 아티스트상                           | 레이디 가가 | 후보 | [ 31 ] [ 32 ] |
| 더블린 영화 비평가 협회                                         | 최우수 작품상                                      | 스타 이즈 본 | 수상 | [ 33 ]        |
| 더블린 영화 비평가 협회                                         | 최우수 남우주연상                                  | 브래들리 쿠퍼 | 수상 | [ 33 ]        |
| 더블린 영화 비평가 협회                                         | 최우수 여우주연상                                  | 레이디 가가 | 수상 | [ 33 ]        |
| 더블린 영화 비평가 협회                                         | 최우수 감독상                                      | 브래들리 쿠퍼 | 3위  | [ 33 ]        |
| 플로리다 영화 비평가 협회                                       | 최우수 첫 영화상                                   | 스타 이즈 본 | 후보 | [ 34 ]        |
| 프레데리크 어워드                                               | 최우수 해외 앨범상                                 | 스타 이즈 본 | 후보 | [ 35 ]        |
| 조지아 영화 비평가 협회                                         | 최우수 작품상                                      | 스타 이즈 본 | 수상 | [ 36 ]        |
| 조지아 영화 비평가 협회                                         | 최우수 감독상                                      | 브래들리 쿠퍼 | 후보 | [ 36 ]        |
| 조지아 영화 비평가 협회                                         | 최우수 남우주연상                                  | 브래들리 쿠퍼 | 후보 | [ 36 ]        |
| 조지아 영화 비평가 협회                                         | 최우수 여우주연상                                  | 레이디 가가 | 후보 | [ 36 ]        |
| 조지아 영화 비평가 협회                                         | 최우수 남우조연상                                  | 샘 엘리엇 | 수상 | [ 36 ]        |
| 조지아 영화 비평가 협회                                         | 최우수 각색상                                      | 에릭 로스, 브래들리 쿠퍼, 윌 페터스                                                                                          | 후보 | [ 36 ]        |
| 조지아 영화 비평가 협회                                         | 최우수 오리지널 송상                               | 제이슨 이스벨 ("Maybe It's Time")                                                                                            | 후보 | [ 36 ]        |
| 조지아 영화 비평가 협회                                         | 최우수 오리지널 송상                               | 레이디 가가, 마크 론슨, 앤서니 로쏘만도, 앤드루 와이어트 ("Shallow")                                                         | 수상 | [ 36 ]        |
| 조지아 영화 비평가 협회                                         | 주목할만한 연기상                                  | 레이디 가가 | 후보 | [ 36 ]        |
| 골든 더비 어워드                                                | 최우수 작품상                                      | 스타 이즈 본 | 후보 | [ 37 ]        |
| 골든 더비 어워드                                                | 최우수 감독상                                      | 브래들리 쿠퍼 | 후보 | [ 37 ]        |
| 골든 더비 어워드                                                | 최우수 남우주연상                                  | 브래들리 쿠퍼 | 수상 | [ 37 ]        |
| 골든 더비 어워드                                                | 최우수 여우주연상                                  | 레이디 가가 | 후보 | [ 37 ]        |
| 골든 더비 어워드                                                | 최우수 남우조연상                                  | 샘 엘리엇 | 후보 | [ 37 ]        |
| 골든 더비 어워드                                                | 최우수 각색상                                      | 에릭 로스, 브래들리 쿠퍼, 윌 페터스                                                                                          | 후보 | [ 37 ]        |
| 골든 더비 어워드                                                | 최우수 촬영상                                      | 매슈 리버티크 | 후보 | [ 37 ]        |
| 골든 더비 어워드                                                | 최우수 편집상                                      | 제이 캐시디 | 후보 | [ 37 ]        |
| 골든 더비 어워드                                                | 최우수 노래상                                      | 레이디 가가, 마크 론슨, 앤서니 로쏘만도, 앤드루 와이어트 ("Shallow")                                                         | 수상 | [ 37 ]        |
| 골든 더비 어워드                                                | 최우수 사운드상                                    | 스티브 A. 모로우, 톰 오자닉, 딘 A. 주판치치, 제이슨 루더, 토마스 오코넬, 리차드 두아르테                                     | 후보 | [ 37 ]        |
| 골든 더비 어워드                                                | 최우수 앙상블상                                    | 스타 이즈 본 | 후보 | [ 37 ]        |
| 골든 이글 어워드                                                | 최우수 해외 영화상                                 | 스타 이즈 본 | 후보 | [ 38 ]        |
| 골든 글로브 시상식                                              | 영화 드라마 부문 작품상                            | 스타 이즈 본 | 후보 | [ 39 ]        |
| 골든 글로브 시상식                                              | 최우수 감독상                                      | 브래들리 쿠퍼 | 후보 | [ 39 ]        |
| 골든 글로브 시상식                                              | 영화 드라마 부문 최우수 남우주연상                 | 브래들리 쿠퍼 | 후보 | [ 39 ]        |
| 골든 글로브 시상식                                              | 영화 드라마 부문 최우수 여우주연상                 | 레이디 가가 | 후보 | [ 39 ]        |
| 골든 글로브 시상식                                              | 최우수 오리지널 송상                               | 레이디 가가, 마크 론슨, 앤서니 로쏘만도, 앤드루 와이어트 ("Shallow")                                                         | 수상 | [ 39 ]        |
| 골든 토마토 어워드                                              | 최우수 영화 2018: 전 세계 개봉                     | 스타 이즈 본 | 5위  | [ 40 ]        |
| 골든 토마토 어워드                                              | 최우수 감독 데뷔 2018                              | 브래들리 쿠퍼 | 수상 | [ 40 ]        |
| 골든 토마토 어워드                                              | 최우수 뮤지컬/뮤직 영화 2018                       | 스타 이즈 본 | 수상 | [ 40 ]        |
| 그래미상                                                        | 올해의 레코드상                                    | 레이디 가가, 브래들리 쿠퍼, 벤자민 라이스, 마크 론슨, 앤서니 로쏘만도, 앤드루 와이어트, 톰 엘름허스트, 랜디 메릴 ("Shallow") | 후보 | [ 41 ]        |
| 그래미상                                                        | 올해의 노래상                                      | 레이디 가가, 마크 론슨, 앤서니 로쏘만도, 앤드루 와이어트 ("Shallow")                                                         | 후보 | [ 41 ]        |
| 그래미상                                                        | 베스트 팝 듀오/그룹 퍼포먼스상                     | 레이디 가가, 브래들리 쿠퍼 ("Shallow")                                                                                       | 수상 | [ 41 ]        |
| 그래미상                                                        | 베스트 송 포 비쥬얼 미디어                         | 레이디 가가, 마크 론슨, 앤서니 로쏘만도, 앤드루 와이어트 ("Shallow")                                                         | 수상 | [ 41 ]        |
| 길드 오브 뮤직 슈퍼바이저스 어워드                              | 2500만 달러 이하 예산 부문 영화 최고의 음악 감독상 | 줄리안 조던, 줄리아 마이클스 (A Star Is Born)                                                                                | 수상 | [ 42 ]        |
| 길드 오브 뮤직 슈퍼바이저스 어워드                              | 최우수 노래/영화 제작 레코딩상                     | "Shallow" | 수상 | [ 42 ]        |
| 할리우드 영화제                                                 | 할리우드 촬영상                                    | 매슈 리버티크 | 수상 | [ 43 ]        |
| 할리우드 뮤직 인 미디어 어워드                                  | 최우수 오리지널 송 - 장편 영화 부문                | 레이디 가가, 마크 론슨, 앤서니 로쏘만도, 앤드루 와이어트 ("Shallow")                                                         | 수상 | [ 44 ]        |
| 할리우드 뮤직 인 미디어 어워드                                  | 최우수 음악 감독 – 영화 부문                       | 줄리앤 조던, 줄리아 마이클스                                                                                                 | 수상 | [ 44 ]        |
| 할리우드 뮤직 인 미디어 어워드                                  | 최우수 사운드트랙상                                | 스타 이즈 본 | 후보 | [ 44 ]        |
| 휴스턴 영화 비평가 협회                                         | 최우수 작품상                                      | 스타 이즈 본 | 후보 | [ 45 ]        |
| 휴스턴 영화 비평가 협회                                         | 최우수 감독상                                      | 브래들리 쿠퍼 | 후보 | [ 45 ]        |
| 휴스턴 영화 비평가 협회                                         | 최우수 남우주연상                                  | 브래들리 쿠퍼 | 후보 | [ 45 ]        |
| 휴스턴 영화 비평가 협회                                         | 최우수 여우주연상                                  | 레이디 가가 | 후보 | [ 45 ]        |
| 휴스턴 영화 비평가 협회                                         | 최우수 오리지널 송                                 | 레이디 가가, 마크 론슨, 앤서니 로쏘만도, 앤드루 와이어트 ("Shallow")                                                         | 수상 | [ 45 ]        |
| 아이하트라디오 뮤직 어워드                                      | Song That Left Us Shook                            | "I'll Never Love Again" | 수상 | [ 46 ]        |
| 인디와이어 크리틱스 폴                                          | 최우수 남우주연상                                  | 샘 엘리엇 | 5위  | [ 47 ]        |
| 인디와이어 크리틱스 폴                                          | 최우수 첫 영화상                                   | 스타 이즈 본 | 4위  | [ 47 ]        |
| 에너가 카메리마쥬 국제 영화제                                   | 주요 경쟁 부문 (황금 개구리상)                     | 매슈 리버티크 | 후보 | [ 48 ]        |
| 로스앤젤레스 온라인 영화 비평가 협회                            | 최우수 작품상                                      | 스타 이즈 본 | 후보 | [ 49 ] [ 50 ] |
| 로스앤젤레스 온라인 영화 비평가 협회                            | 최우수 남우주연상                                  | 브래들리 쿠퍼 | 후보 | [ 49 ] [ 50 ] |
| 로스앤젤레스 온라인 영화 비평가 협회                            | 최우수 여우주연상                                  | 레이디 가가 | 후보 | [ 49 ] [ 50 ] |
| 로스앤젤레스 온라인 영화 비평가 협회                            | 최우수 남우주연상                                  | 샘 엘리엇 | 후보 | [ 49 ] [ 50 ] |
| 로스앤젤레스 온라인 영화 비평가 협회                            | 최우수 각색상                                      | 에릭 로스, 브래들리 쿠퍼, 윌 페터스                                                                                          | 후보 | [ 49 ] [ 50 ] |
| 로스앤젤레스 온라인 영화 비평가 협회                            | 최우수 남자 감독상                                 | 브래들리 쿠퍼 | 후보 | [ 49 ] [ 50 ] |
| 로스앤젤레스 온라인 영화 비평가 협회                            | 최우수 첫 감독상                                   | 브래들리 쿠퍼 | 후보 | [ 49 ] [ 50 ] |
| 로스앤젤레스 온라인 영화 비평가 협회                            | 최우수 신인 연기상                                 | 레이디 가가 | 후보 | [ 49 ] [ 50 ] |
| 로스앤젤레스 온라인 영화 비평가 협회                            | 최우수 노래상                                      | "Shallow" | 수상 | [ 49 ] [ 50 ] |
| 분장 & 헤어 스타일리스트 감독 조합상                            | 장편 영화 부문 최우수 현대 메이크업상              | 비 닐, 데비 졸러, 사라 타노                                                                                                  | 수상 | [ 51 ]        |
| 분장 & 헤어 스타일리스트 감독 조합상                            | 장편 영화 부문 최우수 현대 헤어스타일링상          | 로리 맥코이-벨, 조이 자파타, 프레드릭 아스파이어                                                                             | 후보 | [ 51 ]        |
| MPSE 골든 릴 어워드                                             | 장편 영화 – 뮤지컬                                 | 스타 이즈 본 | 후보 | [ 52 ]        |
| MPSE 골든 릴 어워드                                             | 장편 영화 – Dialogue / ADR                         | 스타 이즈 본 | 후보 | [ 52 ]        |
| 내셔널 보드 오브 리뷰(전미 비평가 위원회)                       | Top 10 영화                                        | 스타 이즈 본 | 수상 | [ 53 ]        |
| 내셔널 보드 오브 리뷰(전미 비평가 위원회)                       | 최우수 여우주연상                                  | 레이디 가가 | 수상 | [ 53 ]        |
| 내셔널 보드 오브 리뷰(전미 비평가 위원회)                       | 최우수 감독상                                      | 브래들리 쿠퍼 | 수상 | [ 53 ]        |
| 내셔널 보드 오브 리뷰(전미 비평가 위원회)                       | 최우수 남우조연상                                  | 샘 엘리엇 | 수상 | [ 53 ]        |
| 뉴욕 온라인 영화 비평가 협회                                    | Top 10 영화                                        | 스타 이즈 본 | 수상 | [ 54 ]        |
| 온라인 영화 비평가 협회                                         | 최우수 작품상                                      | 스타 이즈 본 | 10위 | [ 55 ]        |
| 온라인 영화 비평가 협회                                         | 최우수 남우주연상                                  | 브래들리 쿠퍼 | 후보 | [ 55 ]        |
| 온라인 영화 비평가 협회                                         | 최우수 여우주연상                                  | 레이디 가가 | 후보 | [ 55 ]        |
| 온라인 영화 비평가 협회                                         | 최우수 데뷔 영화상                                 | 브래들리 쿠퍼 | 후보 | [ 55 ]        |
| 온라인 영화 비평가 협회                                         | 최우수 오리지널 송상                               | 스타 이즈 본 | 수상 | [ 55 ]        |
| 팜스프링스 국제 영화제                                          | 최우수 감독상                                      | 브래들리 쿠퍼 | 수상 | [ 56 ]        |
| 미국 제작자 조합상                                              | 최우수 연극 영화 작품상                            | 빌 버거, 존 피터, 브래들리 쿠퍼, 리네트 하월 타일러                                                                          | 후보 | [ 57 ]        |
| 로버츠 어워드                                                   | 최우수 미국 영화상                                 | 스타 이즈 본 | 후보 | [ 58 ]        |
| 샌디에이고 영화 비평가 협회                                     | 최우수 여우주연상                                  | 레이디 가가 | 후보 | [ 59 ]        |
| 샌디에이고 영화 비평가 협회                                     | 최우수 여우주연상                                  | 레이디 가가 | 후보 | [ 59 ]        |
| 샌디에이고 영화 비평가 협회                                     | Best Use Of Music In A Film                        | 스타 이즈 본 | 후보 | [ 59 ]        |
| 샌프란시스코 영화 비평가 협회                                   | 최우수 여우주연상                                  | 레이디 가가 | 후보 | [ 60 ]        |
| 샌타바버라 국제 영화제                                          | 비르투오소상                                       | 샘 엘리엇 | 수상 | [ 61 ]        |
| 새틀라이트상(국제비평가협회상)                                  | 영화 코미디/뮤지컬 부문 작품상                     | 스타 이즈 본 | 후보 | [ 62 ]        |
| 새틀라이트상(국제비평가협회상)                                  | 최우수 감독상                                      | 브래들리 쿠퍼 | 후보 | [ 62 ]        |
| 새틀라이트상(국제비평가협회상)                                  | 영화 코미디/뮤지컬 부문 최우수 남우주연상          | 브래들리 쿠퍼 | 후보 | [ 62 ]        |
| 새틀라이트상(국제비평가협회상)                                  | 영화 코미디/뮤지컬 부문 최우수 여우주연상          | 레이디 가가 | 후보 | [ 62 ]        |
| 새틀라이트상(국제비평가협회상)                                  | 영화 부문 최우수 남우조연상                        | 샘 엘리엇 | 후보 | [ 62 ]        |
| 새틀라이트상(국제비평가협회상)                                  | 최우수 각색상                                      | 에릭 로스, 브래들리 쿠퍼, 윌 페터스                                                                                          | 후보 | [ 62 ]        |
| 새틀라이트상(국제비평가협회상)                                  | 최우수 편집상                                      | 제이 캐시디 | 후보 | [ 62 ]        |
| 새틀라이트상(국제비평가협회상)                                  | 최우수 촬영상                                      | 매슈 리버티크 | 수상 | [ 62 ]        |
| 새틀라이트상(국제비평가협회상)                                  | 최우수 오리지널 송상                               | 레이디 가가, 마크 론슨, 앤서니 로쏘만도, 앤드루 와이어트 ("Shallow")                                                         | 수상 | [ 62 ]        |
| 새틀라이트상(국제비평가협회상)                                  | 최우수 의상상                                      | 에린 베내치 | 후보 | [ 62 ]        |
| 새틀라이트상(국제비평가협회상)                                  | 최우수 음향상(편집과 믹싱)                         | 스타 이즈 본 | 후보 | [ 62 ]        |
| 스크린 액터 길드 어워드(미국 배우 조합상)                       | 영화 부문 최우수 연기 캐스트상                     | 데이브 셔펠, 앤드루 다이스 클레이, 브래들리 쿠퍼, 샘 엘리엇, 라피 가브론, 레이디 가가, 앤서니 라모스                         | 후보 | [ 63 ]        |
| 스크린 액터 길드 어워드(미국 배우 조합상)                       | 영화 부문 최우수 남우주연상                        | 브래들리 쿠퍼 | 후보 | [ 63 ]        |
| 스크린 액터 길드 어워드(미국 배우 조합상)                       | 영화 부문 최우수 여우주연상                        | 레이디 가가 | 후보 | [ 63 ]        |
| 스크린 액터 길드 어워드(미국 배우 조합상)                       | 영화 부문 최우수 남우조연상                        | 샘 엘리엇 | 후보 | [ 63 ]        |
| 시애틀 영화 비평가 협회                                         | 최우수 작품상                                      | 스타 이즈 본 | 후보 | [ 64 ]        |
| 시애틀 영화 비평가 협회                                         | 최우수 감독상                                      | 브래들리 쿠퍼 | 후보 | [ 64 ]        |
| 시애틀 영화 비평가 협회                                         | 최우수 남우주연상                                  | 브래들리 쿠퍼 | 후보 | [ 64 ]        |
| 시애틀 영화 비평가 협회                                         | 최우수 여우주연상                                  | 레이디 가가 | 후보 | [ 64 ]        |
| 카메라 감독 조합상                                              | 올해의 카메라 감독상                               | P. 스콧 사카모토 | 수상 | [ 65 ]        |
| 세인트루이스 게이트웨이 영화 비평가 협회                        | 최우수 작품상                                      | 스타 이즈 본 | 수상 | [ 66 ]        |
| 세인트루이스 게이트웨이 영화 비평가 협회                        | 최우수 감독상                                      | 브래들리 쿠퍼 | 후보 | [ 66 ]        |
| 세인트루이스 게이트웨이 영화 비평가 협회                        | 최우수 남우주연상                                  | 브래들리 쿠퍼 | 후보 | [ 66 ]        |
| 세인트루이스 게이트웨이 영화 비평가 협회                        | 최우수 여우주연상                                  | 레이디 가가 | 2위  | [ 66 ]        |
| 세인트루이스 게이트웨이 영화 비평가 협회                        | 최우수 각색상                                      | 에릭 로스, 브래들리 쿠퍼, 윌 페터스                                                                                          | 후보 | [ 66 ]        |
| 세인트루이스 게이트웨이 영화 비평가 협회                        | 최우수 촬영상                                      | 매슈 리버티크 | 후보 | [ 66 ]        |
| 세인트루이스 게이트웨이 영화 비평가 협회                        | 최우수 편집상                                      | 제이 캐시디 | 후보 | [ 66 ]        |
| 세인트루이스 게이트웨이 영화 비평가 협회                        | 최우수 사운드트랙상                                | 스타 이즈 본 | 후보 | [ 66 ]        |
| 유타 영화 비평가 협회                                           | 최우수 여우주연상                                  | 레이디 가가 | 2위  | [ 67 ]        |
| 베네치아 국제 영화제                                            | 스미더스 재단상                                    | 스타 이즈 본 | 수상 | [ 68 ]        |
| 워싱턴 D.C. 아레아 영화 비평가 협회                             | 최우수 작품상                                      | 스타 이즈 본 | 후보 | [ 69 ]        |
| 워싱턴 D.C. 아레아 영화 비평가 협회                             | 최우수 감독상                                      | 브래들리 쿠퍼 | 후보 | [ 69 ]        |
| 워싱턴 D.C. 아레아 영화 비평가 협회                             | 최우수 남우주연상                                  | 브래들리 쿠퍼 | 수상 | [ 69 ]        |
| 워싱턴 D.C. 아레아 영화 비평가 협회                             | 최우수 여우주연상                                  | 레이디 가가 | 수상 | [ 69 ]        |
| 워싱턴 D.C. 아레아 영화 비평가 협회                             | 최우수 남우조연상                                  | 샘 엘리엇 | 후보 | [ 69 ]        |
| 워싱턴 D.C. 아레아 영화 비평가 협회                             | 최우수 각색상                                      | 에릭 로스, 브래들리 쿠퍼, 윌 페터스                                                                                          | 후보 | [ 69 ]        |
| 워싱턴 D.C. 아레아 영화 비평가 협회                             | 최우수 촬영상                                      | 매슈 리버티크 | 후보 | [ 69 ]        |
| 워싱턴 D.C. 아레아 영화 비평가 협회                             | 최우수 편집상                                      | 제이 캐시디 | 후보 | [ 69 ]        |
| 웨비 어워드                                                     | 뮤직 비디오 (비디오)                               | "Shallow" | 후보 | [ 70 ]        |
| 웨비 어워드                                                     | 트레일러 (비디오)                                  | 스타 이즈 본 | 수상 | [ 70 ]        |
| 여성 영화 비평가 협회                                           | 최우수 스크린 커플상                               | 브래들리 쿠퍼, 레이디 가가                                                                                                   | 후보 | [ 71 ]        |
| 미국 작가 조합상                                                | 최우수 각색상                                      | 에릭 로스, 브래들리 쿠퍼, 윌 페터스                                                                                          | 후보 | [ 72 ]        |

## 같이 보기
- 2018년 영화
- 브래들리 쿠퍼의 수상 및 후보 목록